# Natriumhyperoxid
Natriumhyperoxid ist eine chemische Verbindung mit der Formel NaO2 aus der Gruppe der Hyperoxide.

## Darstellung und Vorkommen
Es entsteht bei der Umsetzung von Natriumperoxid mit Sauerstoff bei hohen Temperaturen und Drücken (z. B. bei Eintritt von Meteoriten in die Erdatmosphäre) und kommt in einigen Mineralien vor.
{\displaystyle \mathrm {Na_{2}O_{2}+O_{2}\ {\xrightarrow[{138\ bar}]{450\,{}^{\circ }C}}\ 2\ NaO_{2}} }

## Eigenschaften
Natriumhyperoxid zersetzt sich bei Kontakt mit Wasser (Hydrolyse) zu Natriumhydroxid und Sauerstoff und/oder Wasserstoffperoxid:
{\displaystyle \mathrm {4\ NaO_{2}+2\ H_{2}O\longrightarrow 4\ NaOH+3\ O_{2}} }
{\displaystyle \mathrm {2\ NaO_{2}+2\ H_{2}O\longrightarrow 2\ NaOH+\ H_{2}O_{2}+\ O_{2}} }
Es tritt in drei Kristallstrukturen auf (trimorph): Unter −77 °C in Markasitstruktur (ähnlich wie FeS2), zwischen −77 °C und −50 °C in Pyritstruktur und oberhalb −50 °C ähnlich wie Kochsalz (NaCl).
Die Standardbildungsenthalpie von Natriumhyperoxid beträgt ΔHf0 = -260 kJ/mol.

## Zukünftige Anwendungen
Natriumhyperoxid ist derzeit Gegenstand der Akkuforschung. Bei der Entwicklung moderner Metall-Luft-Akkus zeigt sich ein großes Potential bezüglich Stabilität, Lade- und Entladeeffizienz.